# Busbahnhof Marzahn

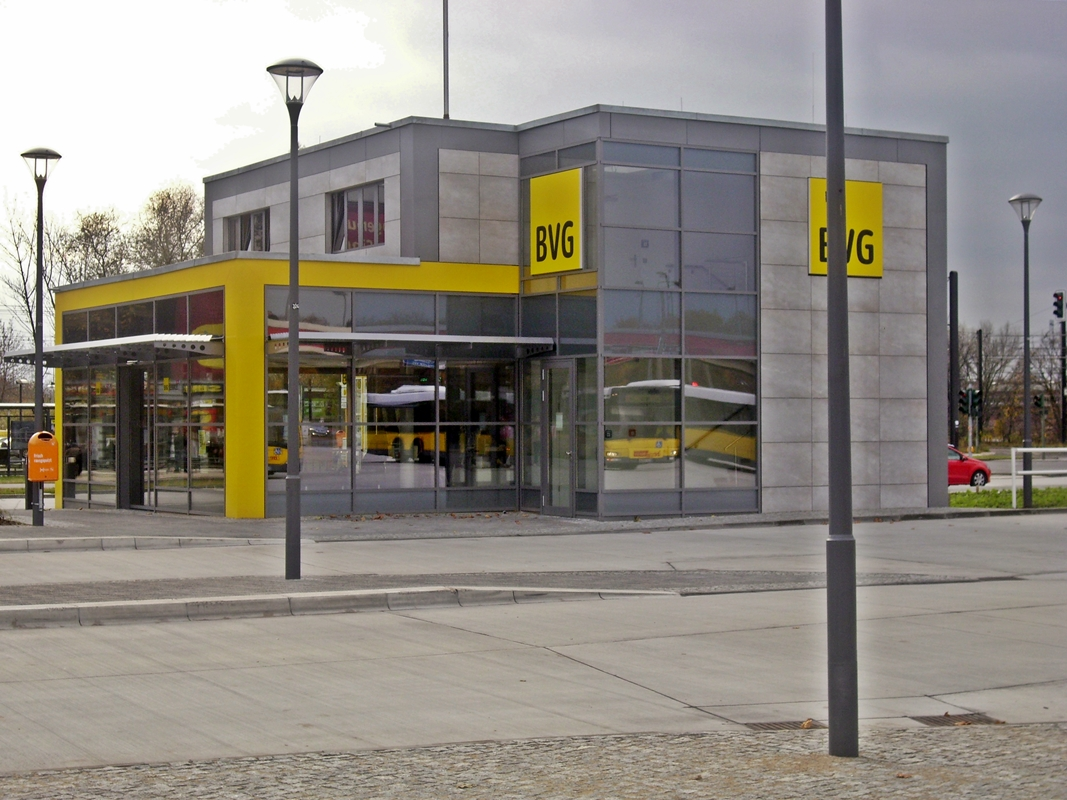
BVG-Kundenzentrum

Der Busbahnhof Marzahn befindet sich im Berliner Ortsteil Marzahn nahe dem Einkaufszentrum Eastgate am S-Bahnhof Marzahn. Die Fläche des Busbahnhofs beträgt 11.300 m².

## Geschichte

### Busbahnhof
Am 15. Juli 1990 wurde der Busbahnhof mit sechs Bussteigen und Wall-Wartehallen in Betrieb genommen, seitdem halten dort die Busse der Berliner Verkehrsbetriebe (BVG). Am 15. August 2011 gab es den ersten Spatenstich zum Umbau zum neuen Busbahnhof. Während des Umbaus hielten die Busse direkt vor dem S-Bahnhof auf dem Park-and-ride-Parkplatz. Aus sechs Bussteigen wurde eine zentrale Ausstiegshaltestelle, drei Einstiegshaltestellen. Alle Haltestellen wurden barrierefrei mit Blindenleitsystem ausgebaut, wurden wieder mit Wall-Wartehallen ausgestattet und es wurden neue Bäume gepflanzt. Der Umbau sollte eigentlich bis Anfang Dezember 2011 dauern, aber das schlechte Wetter zögerte den Bau weiter ins Jahr 2012 hinaus, der Bau wurde im April beendet. Am 28. April 2012 um 12:30 Uhr wurde der neue Busbahnhof offiziell durch den Bezirksstadtrat für Wirtschaft und Stadtentwicklung, Christian Gräff, zusammen mit Sigrid Nikutta, BVG-Vorstandsvorsitzende, und einem Vertreter der Senatsverwaltung für Stadtentwicklung der Öffentlichkeit übergeben. Der Busbetrieb begann erst am 2. Mai 2012 gegen 4.15 Uhr.

### Kundenzentrum
Der erste Spatenstich für das neue BVG-Kundenzentrum an der Marzahner Promenade war am 19. März 2012 und wurde in nur vier Monaten gebaut. Am 4. August 2012 wurde um 10 Uhr das neue Kundenzentrum mit einem Fest feierlich eröffnet. Im Obergeschoss des Kundenzentrums ist ein Pausenraum für Busfahrer eingerichtet.